# 阿姆魯拉·薩利赫
阿姆魯拉·薩利赫（普什圖語和達利語：‎；1972年10月15日—），阿富汗政治人物，曾任該國第一副总统，亦曾任國家安全總幹事近七年。2021年8月，阿富汗伊斯兰共和国首都喀布爾淪陷，時任总统阿什拉夫·加尼逃至國外以後，他自称阿富汗代總統但未获普遍承认，并前往潘杰希爾山谷，與艾哈邁德·馬蘇德共同組建了民族抵抗陣線，以反抗塔利班政權的統治。

## 早年
薩利赫於1972年10月出生在阿富汗的潘傑希爾峽谷。他屬於塔吉克族。 
薩利赫有一胞姊玛丽亚姆（Mariam），在1996年阿富汗内战喀布爾淪陷之時，因塔利班武裝分子對其窮追不捨，為套取薩利赫行踪虐待逼供其姊，更差點擄走其兩名外甥女，之後其姊帶著全家逃出喀布爾，並於2016年去世。

## 事業起点
1990年，為了避免被徵入蘇聯所支持的阿富汗軍隊，薩利赫加入了反對派聖戰部隊。他在鄰國巴基斯坦接受了軍事訓練，並在聖戰者指揮官艾哈邁德·沙阿·馬蘇德的帶領下作戰。
1990年代後期，薩利赫是北方聯盟的成員，抵抗塔利班擴張。1996年10月，薩利赫安排穆圖·庫馬爾和艾哈邁德·沙阿·馬蘇德會面，以獲取新德里的設備和幫助。1997年，薩利赫被馬蘇德任命為阿富汗駐塔吉克斯坦大使館的統戰國際聯絡處負責人，在那裡他擔任非政府人道主義組織的協調員和外國情報機構的聯絡夥伴。
在美國發生911事件恐怖襲擊後，薩利赫在塔利班政權被推翻期間領導聯合陣線的情報行動。

## 國家安全局長
2004年12月阿富汗伊斯蘭共和國成立後，薩利赫被總統哈米德·卡爾扎伊任命為阿富汗國家安全局的負責人。薩利赫發起了架構改革，並幫助重建了阿富汗情報部門。薩利赫和前內政部長哈尼夫·阿特馬爾被國際社會視為阿富汗政府中最能幹的兩位內閣成員。一位西方安全專家告訴《衛報》，兩人都以「清除內部腐敗」而聞名。
2005年，薩利赫聘請了幾名國家安全局特工滲透到巴基斯坦部落地區，以尋找本·拉登和其他基地組織和塔利班領導人。其確定幾個基地組織重要成員，但確定本·拉登不在該地區。2006年，薩利赫得到證據表明本·拉登住在巴基斯坦的一個主要定居區，距離巴基斯坦阿伯塔巴德鎮僅32公里。他與巴基斯坦前總統佩爾韋茲·穆沙拉夫分享了情報，後者憤怒地否認了這一情報，沒有採取任何行動。 
在薩利赫派遣操普什圖語特工滲透在巴基斯坦的塔利班行動後，國家安全局收集了有關武裝分子的住所、清真寺、企業和家庭的信息。
2006年春天，薩利赫與塔利班指揮官進行了多次面談，並確定巴基斯坦三軍情報局在前一年開始增加對武裝分子的援助。根據證據，薩利赫預測，到2009 年，塔利班將對南部主要城市策動襲擊並發動全面叛亂。
2009年阿富汗總統選舉後，阿富汗總統卡爾扎伊對阿富汗面臨的安全問題以及如何最好地處理這些問題的看法發生了變化。這影響了阿富汗總統與他的一些內閣部長，包括他的情報主管之間的工作關係。薩利赫說：「他（卡爾扎伊）認為民主對他個人造成了傷害。他的家人受到媒體不公平的攻擊，西方也在不公平地批評他。所以在總統選舉之後，他變了一個人，我們與總統選舉前的關係不再一樣。」政治分析家艾哈邁德·拉希德在2010年觀察到同樣的情況：「卡爾扎伊的新觀點是我認識他26年來所經歷的最戲劇性的政治轉變 。」薩利赫和內政部長哈尼夫·阿特馬爾隨後在如何對付塔利班的問題上與卡爾扎伊產生了強烈的分歧，卡爾扎伊開始將塔利班稱為「兄弟」。那時，薩利赫和阿特馬爾在卡爾扎伊政府中越來越孤立。
美國總統奧巴馬於2010年3月下旬訪問喀布爾，向阿富汗內閣發表講話並修復與哈米德·卡爾扎伊的關係。奧巴馬重申美國對阿富汗的承諾，稱：「一旦開始，美國就不會退出」。薩利赫向奧巴馬解釋說巴基斯坦人認為「西方在阿富汗已經輸了」，而三軍情報局試圖利用「歐洲和美國之間的分歧」。他建議美國和阿富汗之間「密切合作」，以防止極端組織重新奪回權力。  
2010年初，一名阿富汗男子與國家安全局接洽，聲稱代表塔利班高級指揮官阿赫塔爾·穆罕默德·曼蘇爾。他提供了一封據稱由曼蘇爾寫的信，稱曼蘇爾有興趣開闢談判渠道。薩利赫的人開始測試所謂的信使的憑據，並判斷它們是假的，從而結案。該男子隨後聯繫了其他阿富汗政府機構。薩利赫回憶說：「當我得知......他正在通過不同的途徑時，我警告政府，如果他聲稱代表阿姆魯拉，如果是這個人，相信我，他不代表任何人；這是一個騙局。......小心。這不是曼蘇爾。但有人認為阿姆魯拉反對談判，所以就把他排除在外。」這位聲稱住在巴基斯坦塔利班領導委員會的阿富汗男子隨後與北約和阿富汗官員舉行了三次會議。這名男子乘坐北約飛機從巴基斯坦飛往喀布爾後，在總統府會見了卡爾扎伊總統。2010年末，事實證明，所謂「曼蘇爾的代表」是個冒牌貨，正如薩利赫先前警告的那樣。《紐約時報》寫道：「就像在一個本可以從間諜小說中提取的情節，美國和阿富汗官員現在才說這個阿富汗人是個冒牌貨。」

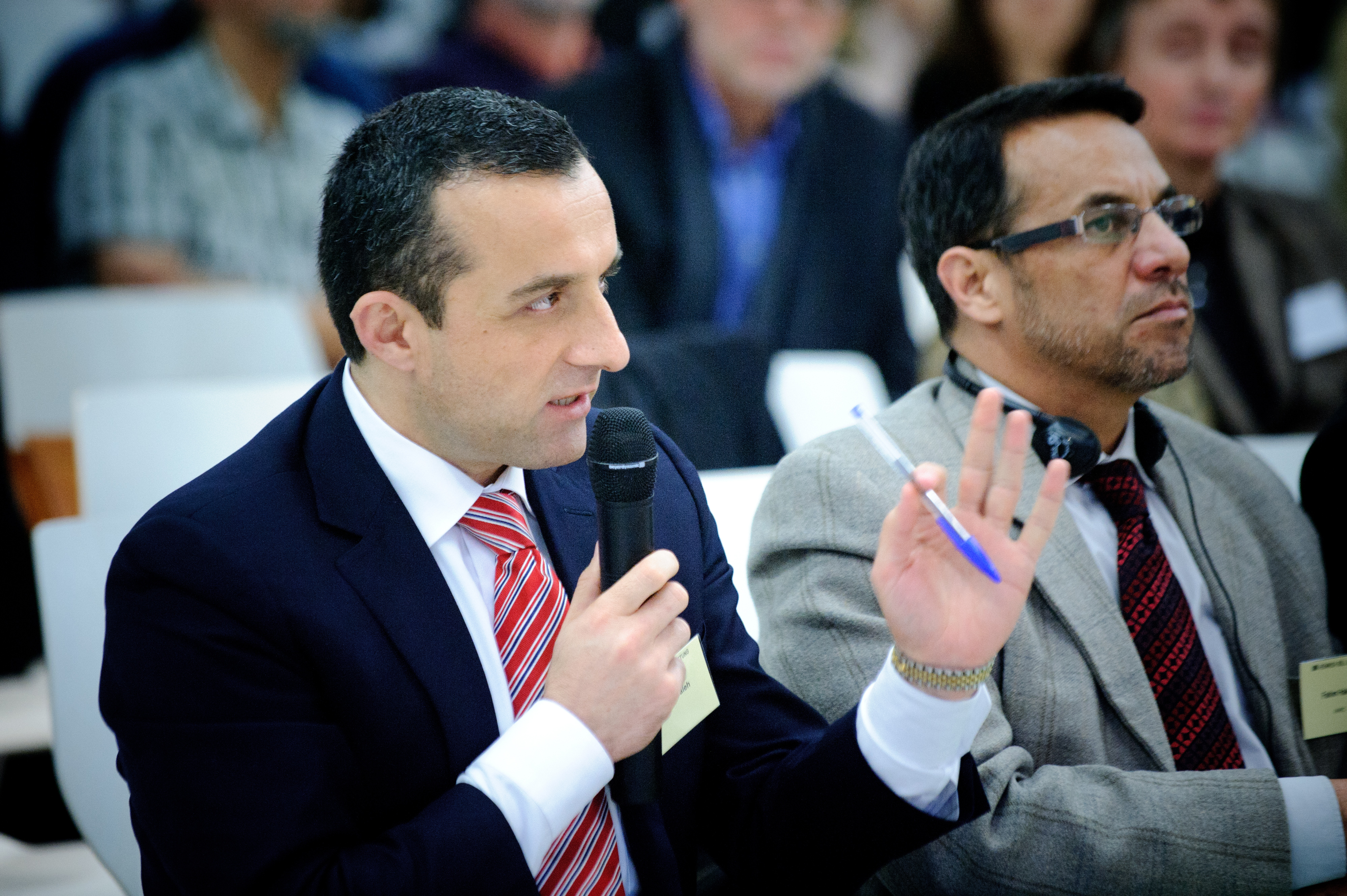
阿姆魯拉·薩利赫在2011年底的一次國際會議上。

2010年6月6日，薩利赫辭去了國家安全局的職務，而在發生對國家和平支爾格的恐怖襲擊之後，阿特馬爾辭去了內政部長的職務，儘管襲擊沒有人被殺或受傷，且襲擊者已被捕。支爾格會議幾天後，卡爾扎伊召集阿特馬爾和薩利赫討論對支爾格的襲擊事件。會議結束後，兩人負上因未能阻止對支爾格攻擊的責任而正式辭職。CNS新聞寫道：「薩利赫告訴記者，他已經提交了他作為國家安全總局局長的辭呈，因為他在這次襲擊中失去了卡爾扎伊的信任。他說，他和阿特馬爾已向總統簡報支爾格會議的安全準備工作，以及隨後『成功……逮捕了協助者』，但卡爾扎伊並不滿意。因此，他感到無法繼續職務。他還表示，離職的原因有「數十個」，但他不會詳細說明其他原因。」兩人的辭職引起了阿富汗專家的廣泛關注。人們對該國前進的方向表示擔憂。 
前聯合國阿富汗問題特別代表凱·艾德寫道：「2010年6月，阿特馬爾和薩利赫也離開了。全部……都受到阿富汗人和國際夥伴的高度尊重。自2008年底以來，我一直對擔任關鍵政府職位的新改革型政治家的人數充滿熱情。現在的趨勢是似乎被逆轉了。」卡爾扎伊總統的國家安全顧問蘭金·達法·斯潘塔在2010年6月說：「沒了阿姆魯拉·薩利赫，阿富汗人民在這場打擊恐怖主義、基地組織和三軍情報局的鬥爭中失去了巨大的承諾、意識和經驗。我想不出有誰能稍微填補他留下的空位。除了是國家安全局的高效負責人之外，他還是一位知識淵博、研究豐富、記憶力和智力驚人的人。當他在國際會議上分析問題時，他表現出驚人的邏輯推理能力。他比其他人高出一籌。……我和他在爭論上有很多分歧，但我總是看到他出現在國家安全局是作為這個國家和這個政府的巨大優勢。儘管我對總統的決定表示高度尊重，但我對薩利赫的離開感到非常悲痛。無比悲涼。」2001年領導阿富汗持久自由行動的中央情報局大使漢克·克倫普頓表示，薩利赫擁有「優良的專門技能和新興的領導特質」。克倫普頓大使還在他的著作中寫道，他認為薩利赫「年輕、才華橫溢、誠實，並致力於建立一個自由的阿富汗。」
薩利赫和阿特馬爾辭職之際，哈米德·卡爾扎伊和阿姆魯拉·薩利赫在如何對付塔利班的問題上存在嚴重分歧。阿富汗議會議員達烏德·蘇丹佐伊表示，他觀察到卡爾扎伊的一方與另一方的薩利赫和阿特馬爾等內閣成員之間的分歧已經持續了一段時間。薩利赫公開指責巴基斯坦支持塔利班和其他極端組織，並表示應該與塔利班進行談判，但不能犧牲民主體制。與此同時，卡爾扎伊越來越寄託與塔利班和巴基斯坦達成秘密協議的嘗試。巴基斯坦一再敦促卡爾扎伊將薩利赫從他的職位上趕下台。
阿富汗媒體廣泛報導薩利赫和阿特馬爾的辭職，自由主義日報《哈舒蒂什》以此為頭條標題：「阿特馬爾和薩利赫的辭職：對人民負責還是向巴基斯坦致敬？」薩利赫說，他認為卡爾扎伊是一名愛國者，但如果他計劃依靠巴基斯坦的支持，因為巴基斯坦正試圖重新強加給塔利班，總統就犯了一個錯誤：「他們打著尊重他的幌子削弱他。 他們會擁抱一個軟弱的阿富汗領導人，但他們永遠不會尊重他。」
薩利赫在BBC節目《硬談》中解釋並重申，卡爾扎伊希望通過綏靖政策與塔利班和巴基斯坦三軍情報局達成協議，從而疏遠了他的內部盟友以及阿富汗的外部盟友，並削弱了阿富汗安全部隊的士氣。
2010年有報導稱，三軍情報局和塔利班「將薩利赫視為他們最兇猛的對手」。隨後，他創立了「全國動員」（又稱阿富汗綠色趨勢）的民主和反塔利班運動。
詹姆斯敦基金會於2011年12月發表分析報告，然而得出的結論是“儘管巴基斯坦軍方否認，有證據表明，巴基斯坦軍方內部人員在前陸軍總司令佩爾韋茲·穆沙拉夫將軍和現任陸軍參謀長阿什法克·佩爾韋茲·卡亞尼知情的情況下庇護了奧薩馬·本·拉登。」前巴基斯坦陸軍總司令齊奧丁·巴特（又名齊奧丁·卡瓦賈將軍）在2011年10月的巴美關係會議上透露，據他所知，當時的巴基斯坦情報局局長伊賈茲·沙阿準將（2004-2008）將奧薩馬·本·拉登關押在阿伯塔巴德情報局的安全屋裏。巴基斯坦將軍齊奧丁·巴特說，本·拉登藏在阿伯塔巴德，佩爾韋茲·穆沙拉夫對此事「完全知曉」。巴特後來否認發表任何此類聲明。

## 暗杀未遂
薩利赫多次成為暗殺目標。2009年12月在美國接受《60分鐘時事雜誌》採訪時，薩利赫說：「當然，如果他們殺了我，我已經告訴我的家人和朋友不要抱怨任何事，因為我自豪地殺了他們當中的許多人，所以，我是一個非常非常合理的目標，非常合理，因為當我反對他們，反對他們的願望成了我血液的一部分。我相信他們是錯的。」
2019年7月28日，三名武裝分子闖入了薩利赫在喀布爾的辦公室，一名自殺式炸彈襲擊者引爆了自己。在他的辦公室發生的自殺式爆炸和槍戰中，至少有20人喪生，50人受傷。薩利赫在襲擊中沒有受傷。對薩利赫的襲擊受到包括歐盟在內的國際社會的譴責。
2020年9月9日，薩利赫在喀布爾的路邊炸彈襲擊中受傷，事件造成10人死亡，15名平民受傷，其中傷者包括他的一些保鏢。塔利班否認對此負責。爆炸發生後，薩利赫在面書上發布了一段影像，影像中顯示他的左手纏著繃帶，臉上被燒傷。薩利赫說，襲擊發生時，他正和兒子一起去辦公室。沒有人聲稱對爆炸事件負責。

## 辭職後的活動

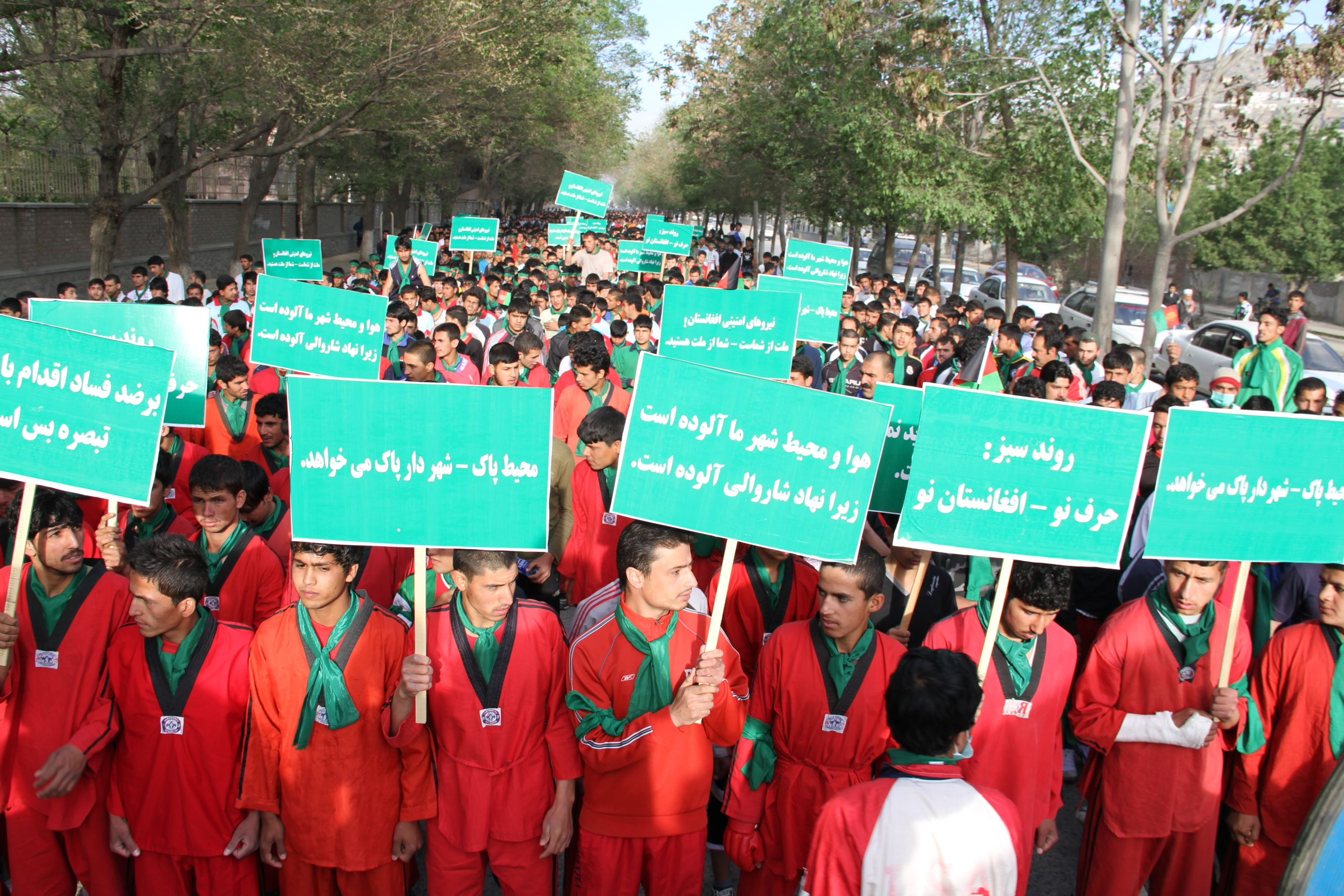
2013年5月在喀布爾舉行的阿富汗綠色趨勢集會

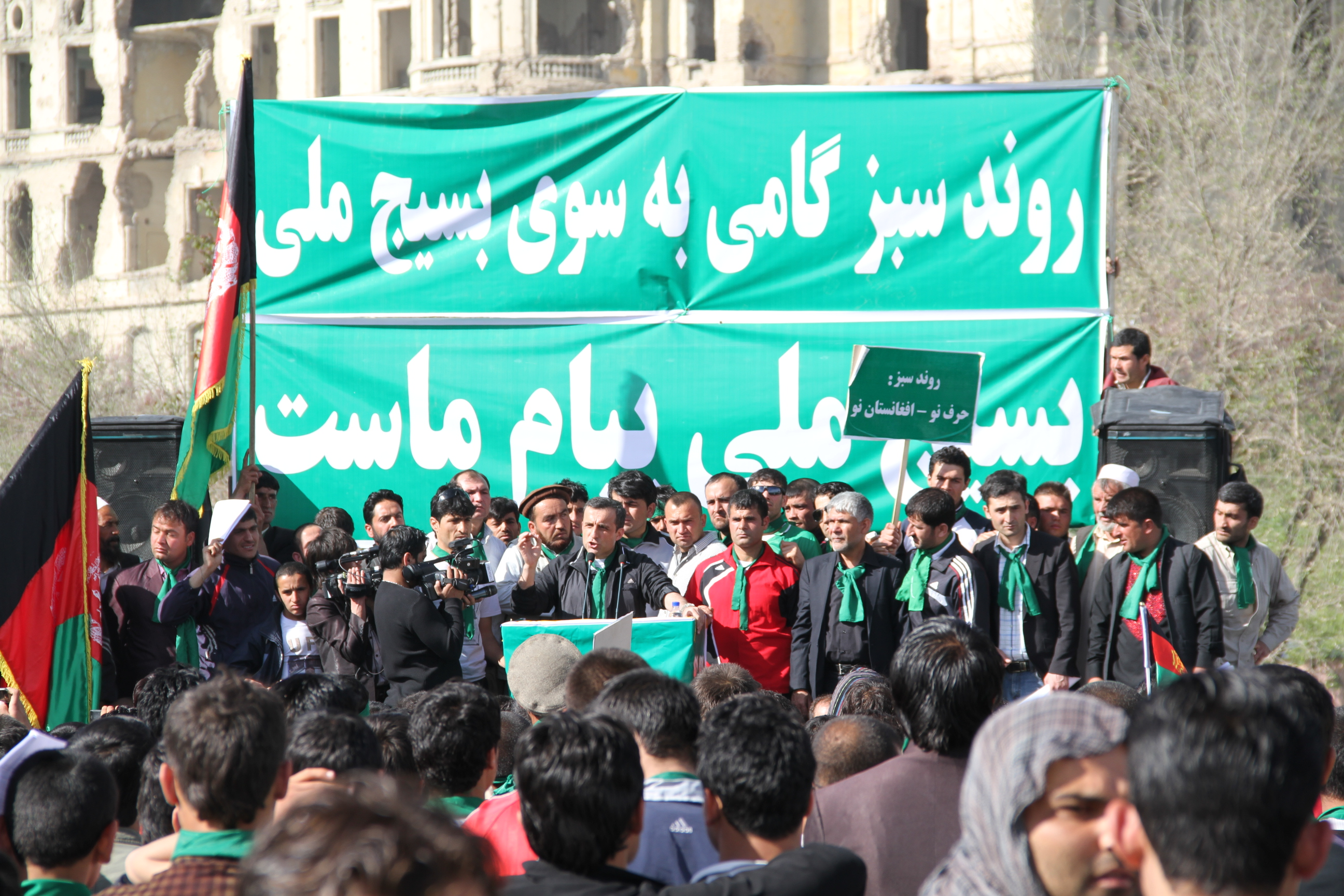
阿姆魯拉·薩利赫於2013年5月在喀布爾的青年集會上發表講話

2011年，薩利赫發起了一場和平運動，警告哈米德·卡爾扎伊在與塔利班的鬥爭中失去了信念，並正在尋求可能以犧牲民主、穩定和人權，尤其是婦女權利為代價的妥協。他批評卡爾扎伊的政策，稱其為「致命的錯誤和內戰的慣技」。薩利赫說：「我的觀點是不能與塔利班達成協議。曾經有一個一定的過程。按照那個程序，在那個程序的基礎上，塔利班應該成為社會的一部分，按照民主的劇本行事。他們應該像北方聯盟那樣復員、解除武裝、重新融入社會。……他們也應該譴責暴力。而這個過程將帶來持久的穩定性。如果減去這些基礎，交易永遠不會帶來穩定。他們創造了脆弱的和平。 ……如果達成協議，我們將抵制這筆交易，『我們』是指所有與塔利班作戰的勢力。……塔利班除了恐嚇、散佈恐懼、在阿富汗社會帶來排斥、停止發展和破壞多元主義之外，沒有任何信息，沒有願景。……我們都希望實現和平，但我們不想將阿富汗塔利班化。」 
他還警告說：「從心底中人們沒有政府。人們不承認權威。有些人由政府支付報酬，他們保護自己，有些塔利班團體四處散播恐嚇和恐懼。在這兩者之間，人民被夾在兩支戰鬥部隊之間，他們不會去尋求解決方案。」
因此，阿姆魯拉·薩利赫創立了「全國動員」，也稱為阿富汗綠色趨勢，這是一項在阿富汗成功建立的政治運動。2011年5月，大批追隨者在首都喀布爾參加反塔利班示威。
2011年12月，薩利赫還批評了卡爾扎伊政府的腐敗。他警告說，如果阿富汗政府不致力於必要的改革和打擊腐敗，那麼2014年——國際軍隊計劃最終確定戰略退出——將是「充滿挑戰而非機遇的一年」。薩利赫特別強調了對阿富汗獨立選舉委員會進行根本性改革的必要性：「2014年是充滿機遇的一年，一些聯盟會形成，無論誰在透明或幾乎透明的情況下獲勝，阿富汗人民都會支持新秩序……如果沒有改革，我可以預見一場民眾起義，一場不同於塔利班的正義起義。」 
阿姆魯拉·薩利赫一直在當地和國際媒體上就這些問題進行廣泛的演講和寫作。他堅持認為，在考慮進行任何和解進程之前，塔利班需要解除武裝並尊重阿富汗憲法的完整性。 
他在2012年2月為《華爾街日報》撰寫的一篇文章中提到：「談判和潛在的停火可能會為美國及其北約盟國提供迅速撤軍的理由，但這不會改變問題的基本面。在阿富汗。與塔利班達成協議而不解除他們的武裝將粉碎一個強大、可行、多元化阿富汗國家的希望。」
在他的評論，阿姆魯拉·薩利赫還討論了狹隘政治的負面影響，而且缺乏對阿富汗國家安全部隊的發展激勵機制。在2012年4月半島電視台的一篇文章中，他寫道：「理想主義和價值觀信仰對於加強隊伍至關重要。但當安全部隊目睹領導層價值觀的衰落時，犧牲的動機就直線下降。」 
他警告說，民族政治和內部分裂是阿富汗面臨的嚴峻挑戰。在2012年6月半島電視台的一篇文章中，他寫道：「泛阿富汗政黨不存在。阿富汗各族人民為了共同的事業而站在一起，但他們未能共享一個共同的平台。」 
隨著對阿富汗的國際援助即將減少，及其對支持阿富汗經濟和公共機構方案和項目的影響，阿姆魯拉·薩利赫警告說：「吸納數以萬計的低學歷持有者，幾十萬無技能的失業青年，及不斷增加的公務員和發展項目中的民族配額，這些任務將異常艱鉅。只有阿富汗實現收入來源多樣化並擴大其採掘業，才能克服這種內部壓力。」
他還提到：「阿富汗地方警力應該加強……而且不受當前政府利益相關者的政治影響。」
在解釋西方未能在阿富汗取得成功的原因時，阿姆魯拉強調其缺乏建立反塔利班支持者的努力。他寫道：「反對塔利班的選民不代表是反對南方的種族聯盟，而是所有尋求多元社會，並反對社會塔利班化為所謂和解協議的一部分，這應成為阿富汗人的政治保護傘。或許80%的阿富汗人反對塔利班。在與塔利班的任何會談中，這樣的保護傘將是阿富汗人的最佳代表，因為卡爾扎伊和他的高級和平委員會在經歷過塔利班壓迫統治的阿富汗人中缺乏可信度。」
薩利赫在喀布爾一個伊斯蘭基金會的就職典禮上說，卡爾扎伊政府和美利堅合眾國未能代表反對塔利班的阿富汗平民發起和平談判，同時將他們排除在外。這位前阿富汗情報局長堅持在和談過程中考慮阿富汗人民的意見，因為北部和南部地區的大多數阿富汗人都對塔利班持負面看法。他還質疑塔利班參與和平談判的誠實性。最近幾乎所有主要反對黨都提出反對意見，因為美國和哈米德卡爾扎伊越來越努力地與塔利班和古勒卜丁·希克馬蒂亞爾的伊斯蘭黨進行秘密談判。在這些會談中，來自反塔利班北方聯盟的代表被排除在外，該聯盟從1994年到2001年與塔利班作戰，並領導了大約60%阿富汗人口。反對派領導人批評美國與塔利班會談的秘密性質，他們懷疑這可能以塔利班重新掌權而告終，反對派領導人要求聯合國領導的透明和平進程。 
2013年3月，薩利赫在《外交政策》發表的文章中，題為「阿富汗出了什麼問題？」他提到，當前阿富汗局勢出現問題的關鍵原因是西方（美國和北約）錯誤地認為巴基斯坦將改變其在阿富汗的政策。
當北約結束其在阿富汗的作戰任務時，阿姆魯拉·薩利赫討論了阿富汗人對2014年的不確定性——北約會失敗而塔利班會贏嗎？然後他提到阿富汗人認為美國正在資助衝突雙方，因為巴基斯坦仍然是支持叛亂的關鍵國家。薩利赫還討論了為什麼北約和美國出於自身安全考慮仍不願與巴基斯坦對抗。他主張增加阿富汗國家安全部隊的能力。薩利赫強調了訓練和裝備的重要性，以確保阿富汗清理過的地區得到控制，通訊線路保持暢通，主要人口中心得到保護。
他特別提到：「維持對塔利班的軍事壓力是阿富汗多元國家生存的關鍵。否則，民主空間將縮小，塔利班在未來談判中的議價能力將進一步增強。」然後他得出結論：「一些分析家試圖將這場戰爭描繪成阿富汗人之間的衝突。事實並非如此。實際上，這是一場巴基斯坦支持的激進組織與世界其他地區之間的戰爭。只有兩個可能的解決方案：西方支持的阿富汗政府果斷擊敗塔利班，或者塔利班同意非軍事化並加入政治進程。然而，美國應該非常清楚地了解一件事：這將是一個巨大的錯誤——並確認 阿富汗人民最害怕的事情——如果它重新興起並讓阿富汗屈服於塔利班的野蠻行徑。」
2013年5月3日，由阿姆魯拉·薩利赫領導的草根運動「阿富汗綠色趨勢」組織了一場大型運動示威，以支持阿富汗國家安全部隊。它還旨在譴責腐敗，呼籲一個乾淨城市和一個廉潔政府。示威遊行途經阿富汗議會大樓。示威者高呼反對議會腐敗，並譴責接受賄賂的國會議員。
他們在歷史悠久的達魯拉曼宮殿台階上結束了他們的示威，並宣讀了一份聲明：「我們的目標是宣布我們對那些在戰壕中捍衛國家主權的人表示政治和道義上的支持。」阿姆魯拉·薩利赫說：「致那些因公殉職的士兵——你們失去了生命，但你們的夢想永存。」他還譴責說：「國家安全部隊過於政治化及其濫用政治手段。」
2013年6月9日，在布魯金斯學會與卡塔爾在多哈合作舉辦的第10屆美國-伊斯蘭年度論壇上，阿姆魯拉·薩利赫在題為「阿富汗和巴基斯坦的過渡」的全體會議上發表了講話。阿姆魯拉·薩利赫說：「雖然美國的反恐戰爭可能會逐漸結束，但由於恐怖主義庇護所的廣泛存在、阿富汗和巴基斯坦之間持續的敵對行動以及不斷升級的武裝衝突，阿富汗民主力量與極端組織之間的戰爭並未結束。塔利班叛亂的勢頭正在興起。 」
他補充說：「一名英國士兵在光天化日之下在倫敦或倫敦附近被砍成碎片。英國政府會不會不把凶手繩之以法，而是把他放在一家五星級酒店，然後說：『兄弟，是什麼讓你這樣做的？我們能解決你的不滿嗎？』這就是西方對我們的期待——帶上殺害我們兄弟的兇手，帶上那些割掉阿富汗婦女鼻子的人，帶上那些在我們的婚禮上進行自殺式炸彈襲擊的人，把他們放在另一邊，一邊說：『兄弟，你代表了我們的宗教，我迷失了方向。讓我們談談。』那是因為在地緣政治方面，人們對阿富汗這個國家的尊嚴沒有多少尊重。」 

## 内阁部长
2017年3月，他被總統阿什拉夫·加尼任命為安全改革國務部長
薩利赫於2018年12月23日獲任命為新的阿富汗內政部長，這是政府安全職位的重大變動。與此同時，阿薩杜拉·哈利德被任命為阿富汗國防部長。媒體聲稱薩利赫和哈利德的反塔利班立場可以有效遏制塔利班的軍事進擊和正在進行中的和平談判。
《紐約時報》報導稱，薩利赫發誓要盡量減少軍閥和強人對喀布爾省警察的影響。薩利赫和將領們已採取措施，例如沒收屬於權勢政客的車輛。此外，一項全國性命令生效，禁止在皮卡車上看到明顯的武裝警衛尾隨某人，除非他們是軍事、內政或情報官員。
2019年1月19日辞去内政部长职务，在职不到一个月时间。

## 副总统
2019年1月19日辭去內政部長職務，加入阿什拉夫·加尼的選舉團隊，被任命為阿富汗第一副總統。 

## 喀布爾戰役
| 阿姆魯拉·薩利赫 | Twitter的logo，一个风格化的小蓝鸟 |
| @AmrullahSaleh2 | Twitter的logo，一个风格化的小蓝鸟 |

澄清一下：根據阿富汗憲法，在總統缺位、逃跑、辭職或死亡的情況下，第一副總統將成為代總統。我目前在我國境內，是合法的代總統。我正在與所有領導人接觸，以確保他們的支持和共識。
2021年8月17日
2021年，随着塔利班对喀布尔的攻势愈演愈烈，薩利赫的辦公室於8月13日駁斥了有關他在塔利班持續攻勢期間躲藏在塔吉克斯坦的謠言。8月15日，又有新聞錯誤報導薩利赫與總統阿什拉夫·加尼一起乘飛機逃離該國。同一天晚些時候，薩利赫在他的推特頁面上表示：「我永遠、永遠、在任何情況下都不會向塔利班恐怖分子低頭，我永遠不會背叛我的英雄馬蘇德，我不會讓數百萬聽我說話的人失望。我永遠不會與塔利班同一屋簷下，絕不。」他指責巴基斯坦支持塔利班。 
8月17日，阿姆魯拉·薩利赫與已故傳奇反塔利班指揮官艾哈邁德·沙阿·馬蘇德的兒子艾哈邁德·馬蘇德和前國防部長比斯米拉·汗·穆罕默迪在潘傑希爾峽谷會合。據稱他正在組建一支反對塔利班的抵抗力量。

## 流亡生涯
2021年8月17日，遷移到潘傑希爾峽谷以後，薩利赫根據《2004年阿富汗憲法》第60條和第67條規定，在總統缺位時由第一副總統代行總統職責，宣布就任為阿富汗伊斯兰共和国看守总统。他還批評了美國總統乔·拜登和北約，在一條推文中稱：「現在就阿富汗問題與@POTUS爭論是徒勞的。讓他消化一下。我們必須證明阿富汗不是越南，塔利班甚至遠遠不如越共。與美國/北約不同，我們沒有失去意志並看到前方有巨大的機會。無用的警告已經完成。加入抵抗運動。」在第二條推文中，他寫道：「澄清一下：根據阿富汗憲法，在總統缺位、逃跑、辭職或死亡的情況下，第一副總統將成為代總統。我目前在我國境內，是合法的看守總統。我正在與所有領導人接觸，以確保他們的支持和共識。」
其與艾哈邁德·馬蘇德和國防部長比斯米拉·汗·穆罕默迪一起宣布組建反對塔利班的民族抵抗陣線。8月18日，阿富汗駐塔吉克斯坦大使宣佈承認薩利赫為阿富汗合法領導人。
9月6日，據報塔利班完全控制了潘傑希爾山谷，報導稱薩利赫逃往塔吉克。然而，阿富汗伊斯蘭共和國駐塔吉克大使穆罕默德·查希爾·阿格巴爾在9月8日否認了這些報導。塔利班向阿富汗哈馬新聞社聲稱在薩利赫的居所找到大約600萬美金和至少15塊金錠。薩利赫的兒子埃巴杜拉在9月10日告訴路透社，他父親的兄弟羅哈拉·阿齊茲一天前在潘傑希爾被塔利班處決。
根據美國情報，2名前阿富汗政府高級官員和一名五角大樓顧問指出，在塔利班於9月6日奪取潘傑希爾山谷的控制權後不久，薩利赫以及艾哈邁德·馬蘇德逃往塔吉克。9月29日，阿富汗駐瑞士大使館發布了被罷免政府官員的聲明，但沒有提及任何人的名字，內容稱阿姆魯拉·薩利赫領導的阿富汗伊斯蘭共和國政府是阿富汗「唯一合法」、民主選舉產生的政府，其不得接受任何「外部勢力」為阿富汗政府。聲明還表示，阿富汗伊斯蘭共和國下屬的所有阿富汗大使館將繼續正常工作，立法和司法活動將很快啟動，仍然視薩利赫擔任阿富汗總統。